# Pete Magadini
Peter Charles 'Pete' Magadini (Great Barrington (Massachusetts), 25 januari 1942 – Boise (Idaho), 13 augustus 2023) is een Amerikaanse drummer, percussionist, componist, producent, opvoeder en boekauteur. Hij staat bekend om zijn oeuvre (instructieboeken en video's) over het begrijpen en uitvoeren van muzikale polyritmes, met name de boeken Polyrhythms The Musicians Guide (Hal Leonard Publishing) & Polyrhythms For The Drumset (Alfred Publishing) '. Magadini heeft opgenomen en opgetreden met George Duke, Diana Ross, Bobbie Gentry, Al Jarreau, Buddy DeFranco, John Handy en Mose Allison.

## Biografie
Magadini werd geboren in Great Barrington, Massachusetts als zoon van Charles en Ruth Magadini. Op 6-jarige leeftijd verhuisde het gezin naar Palm Springs (Californië), waar hij speelde in de basisschoolband. Magadinis professionele carrière begon met het opnemen van singles voor Lee Hazlewood en Lester Sill tijdens het bijwonen van de middelbare school in Phoenix (Arizona). In Phoenix studeerde hij bij zijn eerste en meest invloedrijke leraar Donald Bothwell en werd sterk beïnvloed door het spel van Max Roach. In 1960 studeerde Magadini drumstel bij Roy Burns aan de Henry Adler Drum School in New York. Daarna schreef hij zich in aan het San Francisco Conservatory of Music, waar hij pauken studeerde bij de New York Philharmonic paukenist Roland Kohloff, waar hij in 1965 afstudeerde met een Bachelor of Music. Tijdens zijn verblijf in San Francisco vormde hij een trio met toetsenist George Duke, eveneens student aan het conservatorium, en trad hij op met het Oakland Symphony Orchestra. In 1973 studeerde hij af aan de University of Toronto (Canada) met een masterdiploma in Percussion & Performance.
In 1968, terwijl hij les gaf aan zijn alma mater, kreeg Magadini een fellowship om op te treden met The Berkshire Music Festival Orchestra in Tanglewood. Het jaar daarop verhuisde hij naar Los Angeles, waar hij drums doceerde aan de Hollywood Professional Drum Shop en speelde hij met het Don Menza-kwartet. Magadini toerde door 1969 met Bobbie Gentry, voordat hij zich als soloartiest bij de eerste band van Diana Ross voegde. Na van 1970 tot 1971 met Ross te hebben getoerd, ging hij naar de Universiteit van Toronto, waar hij in 1973 een Master of Music behaalde. In 1976 produceerde hij Polyrhthym voor het label IBis, met hemzelf, George Duke, Don Menza en Dave Young. Zijn tweede album Bones Blues met Dave Young, Don Menza en Wray Downes, ontving in 1979 een Juno Award-nominatie voor «Best Jazz Album of the Year». Magadini trad ook veel op met en produceerde opnamen voor blues-jazzvocalist Mose Allison. Van 1988 tot 1997 gaf hij les aan de McGill en Concordia Universities in Montreal en aan het Brubeck Institute, University of the Pacific van 2003-2007. Hij heeft ook een eigen lespraktijk in de California Bay Area.

## Polyritmes
Magadini staat algemeen bekend om zijn interesse en expertise in polyritmes, zoals toegepast in westerse muziek en drumstel. Oorspronkelijk geïnspireerd door zijn studie bij tablaspeler Mahapurush Misra in 1966, heeft hij twee belangrijke werken over dit onderwerp gepubliceerd: Polyrhythms for the Drumset en Polyrhythms: The Musicians Guide (voor het eerst gepubliceerd in twee delen in 1967), die in het tijdschrift Modern Drummer gerangschikt 6e in hun overzicht van The 25 Best Drum Books. In 2012 publiceerde hij The Official 26 Polyrhythm Rudiments.
Magadini overleed op 81-jarige leeftijd.

## Discografie
(als drummer/leader/producent)
- 1970: Live at The Grove Diana Ross (Motown) (nog niet vrijgegeven)
- 1971: Diana Diana Ross (Motown)
- 1976: Polyrhythmw. George Duke kys. (IBis Recordings)
- 1977: Bones Blues Sackville Records
- 2000: Night Dreamers (Timeless)
- 2015: Mose Allison Live in California (IBis Recordings)
- 2015: Outside in the Present (Quadwrangle Music)

## Video's
- 2006: Jazz Drums Hal Leonard Corporation

- Bibsys: 8059576
- Gemeinsame Normdatei: 113190186X
- International Standard Name Identifier: 0000 0000 7364 1707
- Library of Congress Control Number: n82100316
- MusicBrainz: 181c2398-fe42-43eb-85f1-e3374fb9007b
- Nederlandse Thesaurus van Auteursnamen: 071449647
- Virtual International Authority File: 11194354
- WorldCat: E39PBJfh6tKpy4cgyQfTxtvyh3